# Alexander Johannes Franziskus Ignatius Waldbott von Bassenheim

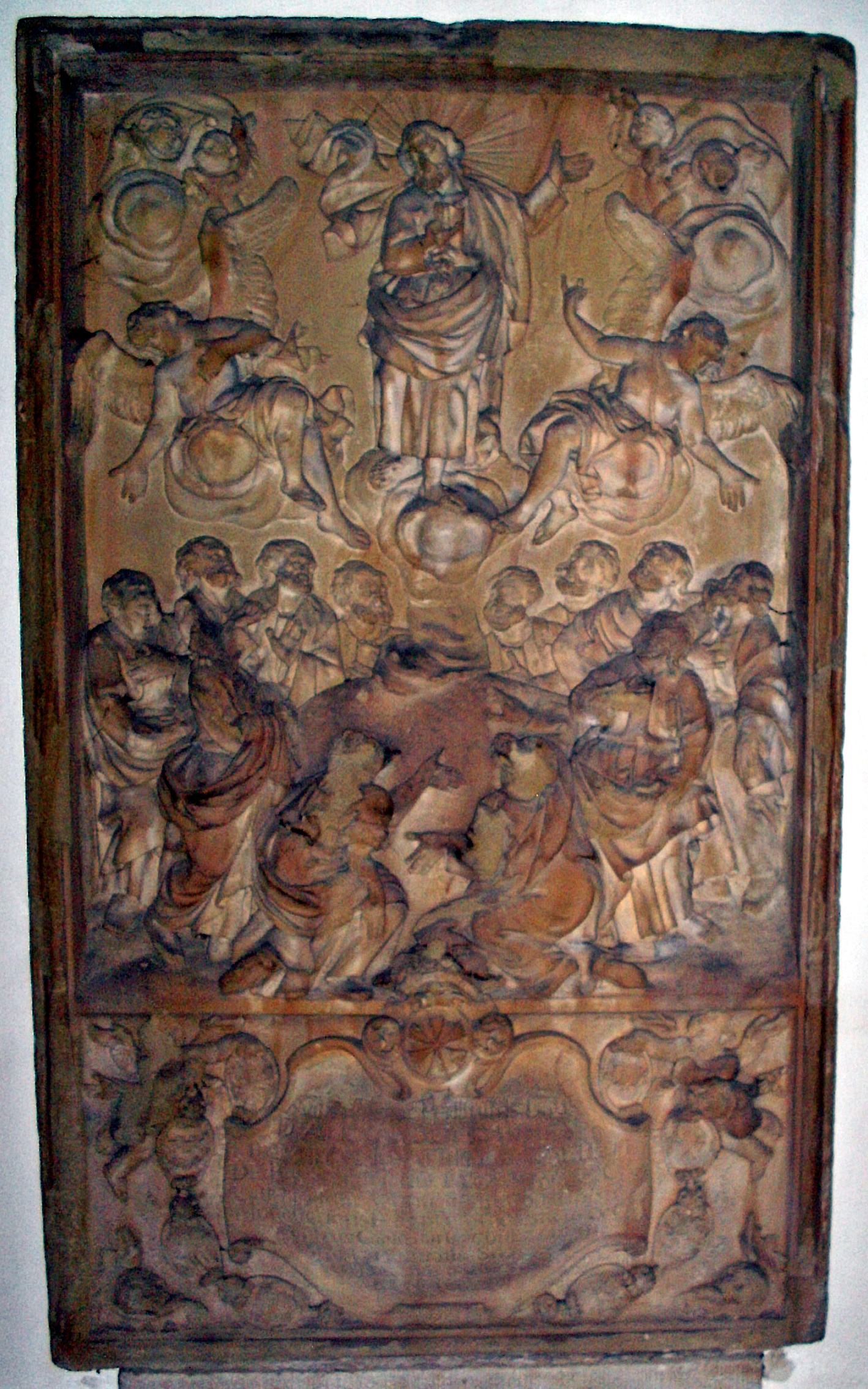
Epitaph im Speyerer Dom

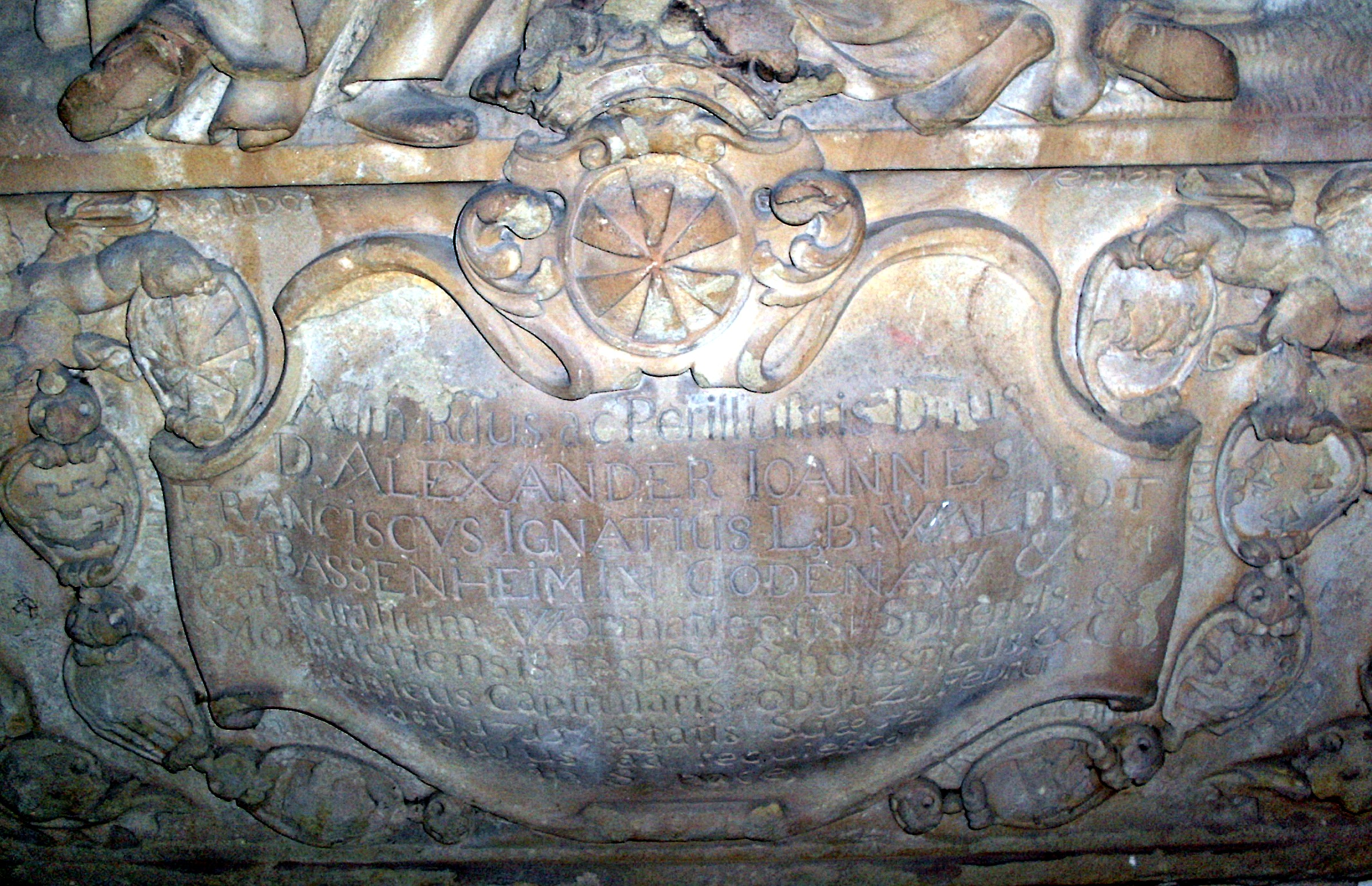
Inschriftkartusche vom Epitaph; zentral darüber und links oben das Waldbottsche Familienwappen, rechts oben (mit drei Vögeln) das Wappen der Familie von Velen

Wappen der Adelsfamilie Waldbott von Bassenheim

Alexander Johannes Franziskus Ignatius Waldbott von Bassenheim (* 12. Februar 1667; † 21. Februar 1715 in Speyer) war ein Domherr in Speyer, Worms und Münster, dessen Epitaph sich im Speyerer Dom erhalten hat.

## Herkunft
Er entstammte dem hochadeligen, rheinischen Geschlecht der Waldbott von Bassenheim, Gudenauer Linie. Seine Eltern waren Otto Werner Freiherr Waldbott von Bassenheim (1636–1689), Erbburggraf zu Drachenfels, Herr zu Gudenau und kurkölnischer Amtmann zu Godesberg, sowie dessen Gattin Maria Alexandrine Elise von und zu Velen und Megen (* 1636), Tochter des Feldmarschalls der Katholischen Liga, Alexander II. von Velen (1599–1675).

## Leben
Alexander Johannes Franziskus Ignatius war der jüngste Sohn seiner Eltern und schlug die geistliche Laufbahn ein. Er wurde Domkapitular und Domscholaster in Speyer (Kapitular ab 1681), Worms und Münster. Während der Regierung von Bischof Johann Hugo von Orsbeck, der sich überwiegend in Trier aufhielt, gehörte er als Rat dem Speyerer Statthaltergremium unter Heinrich Hartard von Rollingen an und war 1711, als Kapitular, an dessen Wahl zum Speyerer Bischof beteiligt.
Waldbott von Bassenheim starb 1715 in Speyer und wurde im Speyerer Dom beigesetzt, wo sich im Langhaus sein qualitatives Barockepitaph mit einem Himmelfahrtsmotiv erhalten hat.
Sein Bruder Maximilian Hartard Freiherr Waldbott von Bassenheim († 1734) folgte dem Vater als Amtmann zu Godesberg nach und bekleidete die Ämter eines kurkölnischen Kämmerers, Geheimrates und Obersthofmarschalls. Beim Tod seines einzigen Sohnes starb 1735 die Adelslinie Waldbott von Bassenheim zu Gudenau im Mannesstamm aus.